# Kościół św. Andrzeja Boboli i św. Antoniego Pustelnika w Dwikozach
Kościół świętego Andrzeja Boboli i świętego Antoniego Pustelnika w Dwikozach – rzymskokatolicki kościół parafialny należący do parafii pod tym samym wezwaniem (dekanat Zawichost diecezji sandomierskiej).
Jest to świątynia wzniesiona w latach 1956–1965 według projektu inżyniera Ludomira Gyurkowicza. Pieczę nad budową sprawował ks. Jan Szczepanowski. Przy dużym zaangażowaniu parafian, kierownikiem prac murarskich był mistrz murarski z Zaklikowa Julian Stryjecki. Kościół został poświęcony przez biskupa Jana Kantego Lorka w asyście biskupa Piotra Gołębiowskiego 12 września 1965 roku. Świątynia została konsekrowana przez biskupa Piotra Gołębiowskiego 25 sierpnia 1973 roku. Kościół jest budowlą wzniesioną z cegły, nowoczesną, ale zawierającą nawiązania do architektury romańskiej. Na frontonie znajduje się portyk oparty na romańskich, półokrągłych arkadach. Podobną wymowę ma nachylenie spadów dachu trzynawowego kościoła, prostota frontonu oraz okrągła rozeta. Wysoka, prostopadłościenna wieża jest również nawiązaniem do romanizmu: od podmurówki z reliefami, przez proste ściany ozdobione małymi, kwadratowymi okienkami, aż po gzyms, gdzie dopiero przechodzi w styl eklektyczny, z okrągłą latarnią i dzwonowatym dachem hełmowym. Okna w ścianach bazylikowej świątyni są stosunkowo wąskie, jest to cecha sztuki romańskiej, jednak ozdobne łuki odcinkowe wnęk to już elementy stylu współczesnego. We wnętrzu są umieszczone sklepienia kolebkowe oraz półokrągłe arkady oparte na filarach. W prezbiterium zamiast nastawy ołtarzowej znajduje się rząd okien – modernistycznych witraży. Ściany są dekorowane współczesną polichromią o motywach figuralnych, alegorycznych oraz mozaiką, przeplatane jasnym tłem. Prezbiterium jest nakryte sklepieniem kolebkowym, z lunetami nawiązującymi do stylu gotyckiego i dynamiczną polichromią. Malatura obecna jest również na ścianie tęczowej oraz w innych miejscach świątyni.